# Nsok-Nsomo
Nsok-Nsomo es una ciudad de Guinea Ecuatorial. La localidad se localiza en la provincia de Kié-Ntem y tiene una población estimada de 32 979.